# Southern Swan
Le Southern Swan est un trois-mâts goélette, à coque en chêne, construit au Danemark en 1922. C'est désormais un voilier charter australien de la flotte Sydney Harbour Tall Ships comprenant aussi les voiliers Coral Trekker et Soren Larsen et le vieux ferry Wangi Queen.

## Histoire
À l'origine il est lancé comme céréalier entre de Danemark et le Groenland pour la société de bière Tuborg jusqu'en 1969. Il portera divers noms : Mathilde, Pacific, H.C. Andersen et, àpartie de 1938, Svanen.

Il est ensuite racheté et réaménagé pour servir de navire-école des cadets de la Marine royale canadienne. À ce titre, il participe à la Tall Ships' Races de 1982 et il est présent à Vancouver pour l'Exposition universelle de 1986. En 1988 il se rend en Australie pour le bicentenaire de la Marine royale australienne et reste à quai.

En 2007-2009, il est racheté et restauré par'Marty Woods, Alison and David Warne pour devenir un voilier charter qui prend le nom de Southern Swan.
Il participera à la Sydney-Auckland Tall Ships Regatta 2013.